# Gyömrő
Gyömrő é uma cidade da Hungria, situada no condado de Peste. Tem 26,51 km² de área e sua população em 2019 foi estimada em 18.301 habitantes.